# MGSK Apollon
MGSK Apollon (em grego Μ.Γ.Σ.Κ. "Ο Απόλλων") é um clube de futebol da cidade de Salónica (Thessaloniki) na Grécia. Foi criado em 1926. Sua cores são o vermelho e o preto. Seu escudo contém o rosto do deus apolo. Apolo, também conhecido com Febo (brilhante), na mitologia grega é considerado o deus da juventude e da luz, identificado primordialmente como uma divindade solar, uma das divindades mais ecléticas da mitologia greco-romana. O Apollon Kalamarias, participa do Campeonato Grego de Futebol.
O Apollon Kalamarias, foi fundado por refugiados gregos de Trabzon. Trabzon foi uma importante cidade na Antiguidade, povoada por gregos pônticos, na Idade Média foi a capital do Império de Trebizonda. Situada à beira do mar Negro (em grego clássico: Ponto Euxino), desde o século VIII a.C. que é um porto e centro comercial importante.
Oito anos apos a conquista de Constantinopla pelos turcos, foi realizada a conquista de Trabzon. Os gregos pônticos, que durante todo o curso desses séculos mantiveram sua cultura intacta, desde os tempos antigos, tiveram que fugir para o interior montanhoso do país até 1922, quando foram expulsos em definitivos de suas terras, após inúmeras perseguições e assassinatos de pessoas inocentes, cristãos. Os gregos  da Ásia Menor e Pontos, que conseguiram sobreviver a terrível limpeza étnica, praticada pelos turcos, foram obrigados a deixar seu país e morarem como refugiados na Grécia continental com o tratado de Lausanne.
Após 27 séculos, foram obrigados a abandonar suas casas, igrejas, túmulos de sues antepassados, a riqueza de sua história. Em 1994, o Parlamento Grego, votou por unanimidade, proclamar o dia 19 de maio, como o Dia da Lembrança para o genocídio dos gregos na Ásia Menor e Pontos.